# Santa Sofia (Benevento)

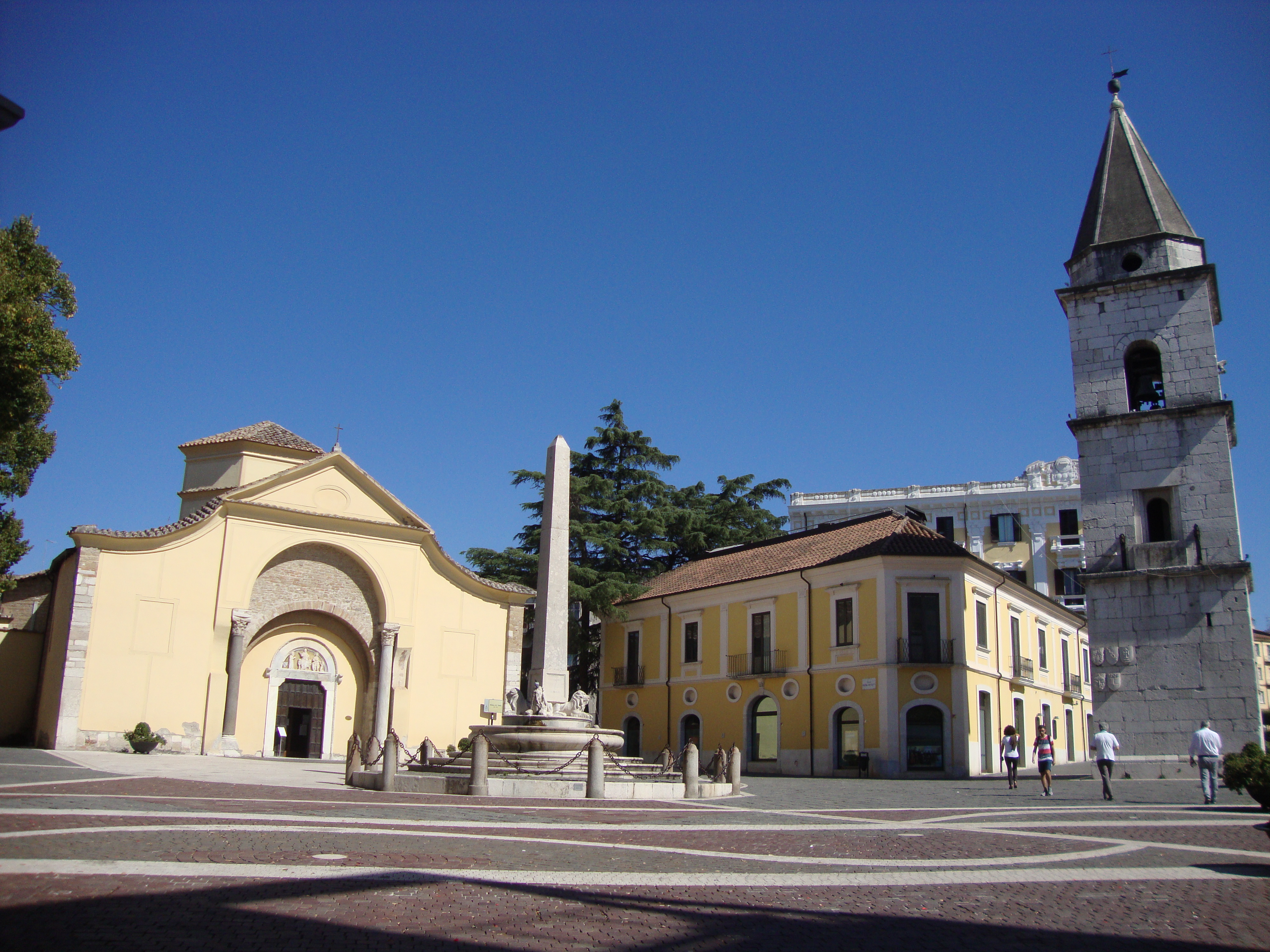
Vorplatz

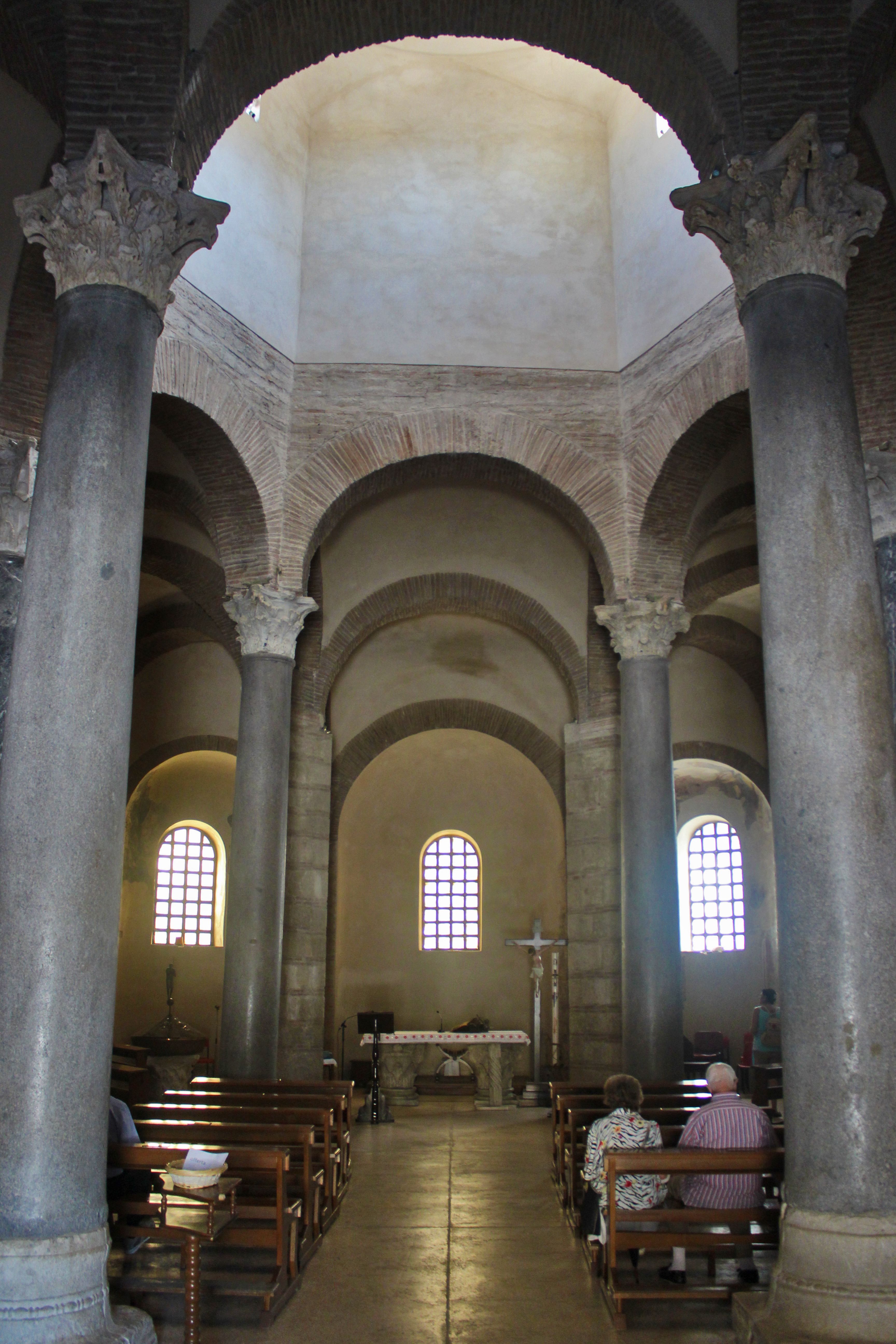
Santa Sofia – antike Säulen unter der Kuppel

Die kleine römisch-katholische Kirche Santa Sofia am Ostrand der Altstadt von Benevent ist eine der bedeutendsten Hinterlassenschaften der Langobarden im Süden Italiens und als solche Bestandteil des Weltkulturerbes Die Langobarden in Italien, Orte der Macht (568 bis 774 n. Chr.).

## Architektur
Die Kirche ist ein Rundbau von 28 m Durchmesser mit ursprünglich sternförmigem Umriss. Die zentrale Kuppel mit drei Obergadenfenstern wird von sechs Säulen getragen, die im Kreis stehen und möglicherweise von einem antiken Tempel der Juno stammen. Um diese herum bilden zwei Säulen und acht quadratische Pfeiler einen weiteren Kreis. Die beiden Säulenkreise und die Außenwände stützen das aus Drei- und Vierecken bestehende Gewölbe des Umgangs.
Besondere Leistungen der Bildhauerei sind die korinthischen Kapitelle des inneren Säulenkreises und das Tympanon des romanischen Portals.
In den beiden kleineren Apsiden haben sich die wichtigsten Teile des malerischen Zyklus erhalten, der dem Leben Christi gewidmet wurde und die gesamte Deckenfläche der Kirche bedeckt haben muss. Sie bilden ein Zeugnis der pittura beneventana, einer Kunstbewegung, die gleichzeitig zum Phänomen der scriptura beneventana, der Schrift der Langobarden aus dem Süden Italiens, stattfand. 
An die Kirche wurde später ein Kloster angefügt, das heute Sitz des „Museo del Sannio“ ist und dessen Kreuzgang, der in der romanischen Zeit umgebaut wurde, einige Elemente des ursprünglichen Bauwerks der Langobarden wieder aufnimmt.

## Geschichte

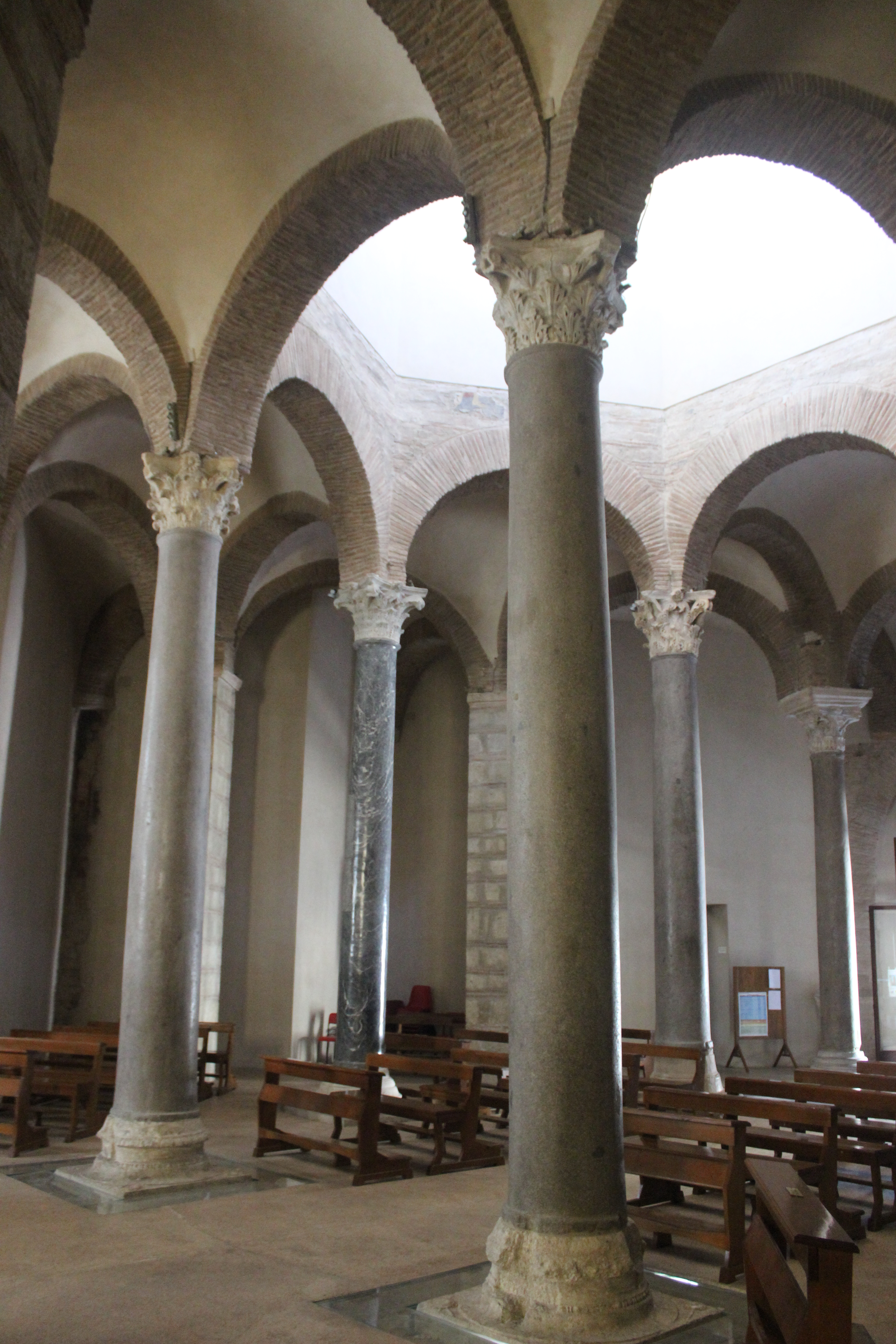
Säulen des Innenkreises, Säulen und Pfeiler des Außenkreises

Errichtet wurde die Kirche um 760 unter dem Langobardenherzog Arichis II. als Teil eines zentralen Heiligtums der Kleinen Lombardei unter der Obhut eines Benediktinerinnenklosters.
Nach den Erdbeben von 1688 und 1702 ließ Papst Benedikt VIII. das Gotteshaus wiederaufbauen und dabei im Barockstil verändern. Insbesondere ließ er den Verlauf der Außenmauern in Kreisform bringen.
Bei der jüngsten Renovierung 1957 hat man versucht, den sternartigen Grundriss teilweise wiederherzustellen, aber auch verlorene Bauelemente durch moderne ersetzt.